# 田代万里生
田代 万里生（たしろ まりお、1984年1月11日 - ）は、日本の歌手、声楽家（テノール）、俳優。長崎県生まれ。東京都、その後埼玉県に育つ。ESCOLTAメンバー。2009年よりホリプロ所属。
埼玉県立大宮光陵高等学校音楽科声楽専攻、東京藝術大学音楽学部声楽科テノール専攻を修了。高校3年から大学4年までの年間、声楽とイタリア・オペラを直野資に師事する。音楽の教員免許（中学・高校）資格を持つ。絶対音感の持ち主でもある。
ピアノ講師である母のもとで3歳からピアノを学び、7歳よりヴァイオリン、13歳よりトランペットを始め、テノール歌手の父のもとで15歳から本格的に声楽を学ぶ。高校・大学在学中からオペラ・オペレッタを中心に活動。
ESCOLTAに加入後はその活動と平行し、クラシック歌手・ミュージカル俳優・ポップス歌手、そして俳優と、多岐にわたるジャンルに活躍の場を広げている。
任天堂より世界39の国や地域で配信された大人気アプリゲーム「ファイアーエムブレム ヒーローズ」のテーマソングの歌唱を担当。国内配信用の日本語歌唱と世界配信用の英語歌唱の2バージョンを両方とも田代が担当した。

## 略歴
- 東京藝術大学に現役合格。高校在学中（17歳）にオペレッタデビュー。大学在学中（19歳）オペラデビューを果たす。以後、数多くの舞台を経験する。
- 大学卒業後、大学講師に推薦されESCOLTAのオーディションを受ける。審査員の満場一致でESCOLTAのメンバーに決定。2007年11月14日、ESCOLTAのメンバーとしてビクターエンタテインメントよりCDメジャーデビュー。
- 2009年2月10日、『マルグリット』アルマン役でミュージカルデビュー。劇中のジャズピアノ・弾き語りシーンは、全て本人による生演奏である。
- 2014年4月、『トゥモロー・モーニング』のジョン、『スクルージ』のハリーと若き日のスクルージの役に対して、第39回菊田一夫演劇賞・演劇賞を受賞[2]
- 2014年9月19日、こまつ座『きらめく星座』公演中、首の頚椎棘突起（けいついきょくとっき）骨折のため、以後の全公演を降板。[3]
- 2017年11月、こまつ座『きらめく星座』に再出演を果たした。同公演が第72回文化庁芸術祭 演劇部門【大賞】(2017年12月発表)を受賞。[4]

## 人物
- テノール歌手である父により、「黄金のトランペット」と称されたイタリア人テノール歌手マリオ・デル・モナコに因み、「万里（ばんり）に生きる」という意味を込こめて「万里生」と名付けられた。
- 10歳（小学5年生）の時に左足が大腿骨頭すべり症になり、治療のために胸から左足爪先まで石膏ギプスに固められ、自宅で半年間の寝たきり生活を経験した。以降半年間にわたり松葉杖と石膏ギプスで過ごし、保健室登校をしていた。階段を上ることが出来なかったため、当時の担任とクラスメイトの提案により、4階にあった教室を1階の調理室に移し、後の数ヶ月はクラス全員が調理室で授業を受けた。一時は特発性大腿骨頭壊死症と診断され、医師から左足切断を勧められ、義足や車椅子の一生を覚悟した時もあった。後に大腿骨頭壊死症ではないことが判明、学校の協力もあり無事に進級し、数年後には病状も治まる。この病気により、当時習っていたヴァイオリンはもちろん、空手やバスケットボール（副キャプテン）を断念することになり、後に15歳で声楽を志すことになる。現在では後遺症はない[5]。
- 大学1年生から卒業後まで5年間、書店のアルバイトをしていた。
- 学生時代はピアノを辻井伸行と同じ川上昌裕に師事していた。
- 2019年5月27日、女優でアパレル会社社長の咲嬉（旧芸名：瀬戸早妃）との結婚を発表した。

## CD
- 2014年10月29日 I am here ～Musical selection～
- 2019年7月31日 Simpatia（シンパティーア）

### ミュージカル
- 2009年7月29日 ミュージカル『マルグリット』日本公演オリジナルキャストライブ盤
- 2013年3月1日 ミュージカル『アリス・イン・ワンダーランド』ハイライト録音盤』
- 2014年2月14日 ミュージカル『スリル・ミー』ライヴ録音盤CD 田代万里生×伊礼彼方
- 2015年12月20日 ミュージカル『エリザベート』2015年版キャスト 全曲収録ライヴ盤CD
- 2017年11月17日 ミュージカル『グレート・ギャツビー』2017年版ハイライト・ライヴ録音盤CD
- 2021年3月31日 ホリプロ60周年オールスターミュージカルCD 『ストーリー・オブ・マイ・ライフ』バタフライ / 雪の中の天使（with 平方元基）

### ゲスト出演 他
- 2010年6月21日 『The Everlasting』Jisong （1stアルバム）

～THE PRAYER～（ITALIAN LYRIC VERSION） Featuring MARIO TASHIRO
- 2012年11月14日 『BROADWAY MUSICAL LIVE 2012』
- 2018年4月16日 『リリア音楽ホールで聴く日本の歌』（田代万里生・加耒徹・坂下忠弘）
- 2025年5月28日 『雨が止んだら』（日比谷ブロードウェイ）

### ESCOLTA

#### シングル
- 2007年7月2日 『ESCOLTA』（山野楽器・Amazon限定発売）
- 2008年7月30日 『今も好きだから～時は流れて』

#### アルバム
- 2007年11月14日 『愛の流星群』
- 2008年10月1日 『JOURNEY AROUND THE BLUE MARBLE』（初回限定版はDVDと写真集付）
- 2010年11月24日 『GLORIA SIRENA』
- 2012年8月1日 『愛のうた』（初回限定版はDVD付）

#### 企画アルバム
- 2009年9月16日 『FACE TO FACE』（コンサート・イベント会場、山野楽器・WEB限定発売）
- 2009年11月26日 『Noel～CHRISTMAS SONGS』 (山野楽器・WEB限定発売)
- 2010年9月1日 『ASCOLTA』
- 2013年7月17日 『ひとつの空』

## DVD
- 2012年1月8日 『Road to Mario Tashiro ～history by 2011～』
- 2014年1月11日 『Road to Mario Tashiro ～Sing my Life～』
- 2016年1月11日 『Road to Mario Tashiro 2015 ～ミュージカルデビュー5周年記念プログラム～ 日本フィルハーモニー交響楽団×サントリーホール』（Blu-ray）
- 2020年4月9日『田代万里生 10thアニバーサリー・コンサート『Simpatia』』(Blu-ray) (FC Limited BOX 同時発売)

### ミュージカル・ゲスト出演 他
- 2016年12月16日 ミュージカル『エリザベート』2016年版キャストDVD Black version
- 2017年6月14日 『Clementia vol.3 クレメンティア ～相受け入れること、寛容～』
- 2019年4月26日 ミュージカル『マリー・アントワネット』2018年版キャストDVD ♪M version
- 2021年12月24日 ミュージカル『マタ・ハリ』

### ESCOLTA
- 2008年9月23日 『The Marble Shot』
- 2010年9月1日 『ESCOLTV』
- 2012年12月12日 『ESCOLTA Singing Drama 2012～愛のうた～』(コンサートDVD)
- 2013年5月7日 『ESCOLTA Singing Drama ～Symphony～ 2014』(コンサートDVD)

## テレビ出演
- 2007年3月11日 ソロモン流（テレビ東京）
- 2007年9月18日 ザ・ワイド（日本テレビ）
- 2007年11月11日 めざましテレビ（フジテレビ）
- 2008年1月30日 さらさらサラダ（NHK名古屋）
- 2008年2月11日 まるごと福岡とくテレ（NHK福岡）
- 2008年2月24日 題名のない音楽会（テレビ朝日）
- 2008年4月13日 日本の歌ふるさとの歌（NHK）
- 2008年8月30日 ぐるっと関西（NHK関西）
- 2008年9月25日 THE 座（チバテレビ）
- 2008年9月27日 ミューズの晩餐（テレビ東京）
- 2008年12月4日 エンタの味方（TBS）
- 2009年1月11日 エンプラ（TBS）
- 2009年2月1日 マルグリットの魅力に大接近（TBS）
- 2009年2月7日 王様のブランチ（TBS）
- 2009年12月20日 エンプラ（TBS）
- 2010年1月27日 BRAVA!（MBS）
- 2010年3月21日・4月30日・5月5日 日本の歌謡史を彩った作家達シリーズ 昭和の歌人たち 第16回 中村八大～「黒い花びら」から上を向いて歩こう」～(NHK BS2他)
- 2010年7月13日・14日・15日 Boot!（TBS）
- 2010年7月19日・8月27日 日本の歌謡史を彩った作家達シリーズ 昭和の歌人たち 第17回 宮川泰～「恋のバカンス」「宇宙戦艦ヤマト」～(NHK BS2)
- 2010年12月26日 EXILE魂（TBS）
- 2011年2月20日・2月24日・3月6日 藤原紀香 苦闘の300日～不朽の名作「椿姫」に挑む!～（TBS・MBS）
- 2011年3月2日 プレミアの巣窟（フジテレビ）
- 2011年4月18日他 ネプリーグ（フジテレビ）
- 2011年5月6日 金曜日のキセキ（フジテレビ）
- 2011年5月8日 1年1組平成教育学院（フジテレビ）
- 2011年8月14日 1年1組平成教育学院（フジテレビ）
- 2011年9月20日 歌謡チャリティーコンサート（NHK総合）
- 2011年12月8日 ワンセグランチボックス (NHKワンセグ2)
- 2011年12月29日 気ニナル刑事 (フジテレビ)
- 2011年12月30日 芸人なでしこJAPAN 今年最後のぶっちゃけパーティ (ABC)
- 2012年1月10日 火曜サプライズ (日本テレビ)
- 2012年3月1日・2日・5日 ライオンのごきげんよう（フジテレビ）
- 2012年5月2日・6日 第88回 日本選手権水泳競技大会 兼 第30回ロンドンオリンピック競技大会代表選手選考会（NHK）
- 2012年5月6日 給食レストラン（フジテレビ）
- 2012年5月29日 はなまるマーケット（TBS）
- 2012年5月31日 ひみつの嵐ちゃん!（TBS）
- 2012年6月9日　王様のブランチ（TBS）
- 2012年8月10日 あなたの知るかもしれない世界3 - 主婦が社交ダンス教室で恋をしたら（フジテレビ）
- 2012年10月23日 プレミアの巣窟（フジテレビ）
- 2013年2月19日 『歌謡コンサート』(NHK)
- 2013年3月31日 『I Love Musical』(BSフジ)
- 2013年4月2日 『ハモネプ★スターリーグ』～芸能人アカペラ王者決定戦～出演！(フジテレビ)
- 2016年1月2日 『ウィーンフィル ニューイヤーコンサート2016』(NHK)
- 2016年3月21日 プレミアの巣窟（フジテレビ）
- 2016年4月16日 『ららら♪クラシック』(NHK)
- 2016年10月22日 『I Love Musical』(BS日テレ)
- 2016年11月20日 『1Hセンス』（フジテレビ）
- 2016年12月11日 『岩谷時子メモリアルコンサート～Forever～』(BS日テレ)
- 2018年11月20日 『アカデミーナイトG』(TBS)
- 2018年12月9・16日 『辰巳琢郎の葡萄酒浪漫』(BSテレ東)
- 2019年3月19日 『うたコン』(NHK)
- 2019年7月16日 『うたコン』(NHK)
- 2019年8月25日 『プリンスロード2』(tv asahi cs)
- 2019年11月27日 『アカデミーナイトG』(TBS)
- 2020年2月4日 『うたコン』(NHK)
- 2020年5月17日 『プリンスロード4』(tv asahi cs)
- 2020年6月28日 『家ピアノ』(NHK BS1)
- 2020年9月29日 『うたコン』(NHK)
- 2021年4月4日『はやウタ』（NHK）
- 2021年8月 『プリンスロードVol.10』（tv asahi cs）
- 2021年8月27日 『福田雄一×井上芳雄 グリーン&ブラックス』＃53（WOWOW）
- 2021年9月24日 『福田雄一×井上芳雄 グリーン&ブラックス』＃54（WOWOW）

### 劇場中継
- 2018年7月8日・27日 舞台『きらめく星座』(CS衛星劇場) - 小笠原正一 役

### テレビドラマ
- 2013年3月6日 女優 麗子～炎のように（テレビ東京） - 森進一 役

## ラジオ出演
- 2010年6月5日・12日 『Dream Theater』（25:00-25:30放送 TOKYO FM）
- 2010年12月26日・2011年1月1日 『Dream Theater』（25:00-25:30放送 TOKYO FM）
- 2011年12月1日 『ごごばん！』(13:00-16:00放送 ニッポン放送)
- 2011年12月7日 『大沢悠里のゆうゆうワイド』(8:30-13:00 TBSラジオ)
- 2017年6月18日 『井上芳雄 by MYSELF』(22:00-22;30 TBSラジオ)
- 2019年3月12日 『平方元基 はじめさせていただきます。』(26:15-26:30 文化放送)
- 2019年6月7日 『STAGE PIA WE/LIVE/MUSICAL』(22:30-23:00 J-WAVEラジオ)
- 2019年10月2日 『OBCグッドアフタヌーン』(ラジオ大阪)
- 2019年10月27日 『井上芳雄 by MYSELF』(22:00-22;30 TBSラジオ)

### ESCOLTA

#### レギュラー番組
- 2007年10月6日～2009年3月28日 『ESCOLTA de escort』（毎週金曜日25:00-25:30放送 TOKYO FM）
- 2007年10月28日・11月11日・12月9日、2008年1月20日・2月17日・3月16日『ESCOLTA de escort』（19:00-20:00放送 FM AICHI・エフエム大阪）*TOKYO FMとは別プログラム

#### 主なラジオ出演
- 2008年8月3日 『Primo ESCOLTA』（19:00-20:00放送 Nack5）

## 連載雑誌
- 女性ファッション雑誌『InRed』～ESCORT on STAGE～ (2007 - 2008)
- 雑誌『appeal+ing（アピーリング）』LAWSON 店頭限定発売 (2008 - 2010)
- フリーペーパー『Jam spot』毎月山野楽器限定発行 (2008 - 2011)
- 雑誌「シアターガイド」わたしの今月 (2009)

## 出演舞台

### ミュージカル
- マルグリット（2009年2月 - 3月） - アルマン 役（ミュージカルデビュー）
- ブラッド・ブラザーズ（2009年7月 - 9月） - エドワード・ライオンズ(エディ) 役
- ウーマン・イン・ホワイト（2010年1月） - ウォルター・ハートライト 役
- ブラッド・ブラザーズ（2010年4月 - 5月） - エドワード・ライオンズ(エディ) 役
- エリザベート（2010年8月 - 9月） - ルドルフ（オーストリア皇太子）役
- ファンタスティックス（英語版）（2010年10月 - 11月） - マット 役
- マルグリット（2011年3月 - 4月） - アルマン 役
- スウィーニー・トッド（2011年6月 - 7月） - アンソニー・ホープ 役
- スリル・ミー（2011年9月 - 10月） - 私 役
- ボニー＆クライド（2012年1月） - クライド・バロウ 役
- スリル・ミー（2012年3月） - 私 役
- サンセット大通り（2012年6月 - 7月） - ジョー・ギリス 役
- スリル・ミー（2012年7月 - 8月） - 私 役
- アリス・イン・ワンダーランド（2012年11月 - 12月） - ウサギ／ルイス・キャロル 役
- シラノ（2013年1月 - 2月） - クリスチャン・ド・ヌーヴィレット 役
- トゥモロー・モーニング（2013年4月） - ジョン 役
- エニシング・ゴーズ（2013年10月） - ビリー 役
- スクルージ～クリスマス・キャロル～（2013年12月） - ハリー、若き日のスクルージ 役
- ラブ・ネバー・ダイ（2014年3月 - 4月） - ラウル・シャニュイ子爵 役
- スリル・ミー（2014年11月） - 私 役
- エリザベート（2015年6月 - 8月） - フランツ・ヨーゼフ 役
- CHESS THE MUSICAL（2015年9月 - 10月） - アービター(審判員) 役
- スクルージ～クリスマス・キャロル～（2015年12月） - ハリー、若き日のスクルージ 役
- スウィーニー・トッド（2016年4月 - 5月） - アンソニー・ホープ 役
- エリザベート（2016年6月 - 10月） - フランツ・ヨーゼフ 役
- グレート・ギャツビー（2017年5月 - 7月） - ニック・キャラウェイ 役
- ジキル&ハイド（2017年3月 - 4月） - ジョン・アターソン 役
- マリー・アントワネット （2018年9月 - 11月） - フェルセン伯爵 役
- ラブ・ネバー・ダイ（2018年1月 - 2月） - ラウル・シャニュイ子爵 役
- エリザベート（2019年6月 - 8月） - フランツ・ヨーゼフ 役
- ストーリー・オブ・マイ・ライフ（2019年10月） - トーマス・ウィーヴァー / アルヴィン・ケルビー 役[注 1]
- スクルージ～クリスマス・キャロル～（2019年12月） - ハリー、若き日のスクルージ 役
- マリー・アントワネット（2021年1月 - 2月） - フェルセン伯爵 役
- スリル・ミー（2021年4月 - 5月） − 私 役
- マタ・ハリ（2021年6月 - 7月）− ラドゥー大佐 役
- ジャック・ザ・リッパー（2021年9月 - 10月）− モンロー 役
- ストーリー・オブ・マイ・ライフ（2021年12月）− アルヴィン・ケルビー 役
- ガイズ&ドールズ（2022年6月 - 7月）- ナイスリー・ナイスリー・ジョンソン 役
- エリザベート（2022年10月 - 2023年1月） - フランツ・ヨーゼフ 役
- マチルダ（2023年3月 - 2023年5月） - ミスター・ワームウッド 役
- アナスタシア（2023年9月 - 10月） - グレブ・ヴァガノフ 役
- ジョン&ジェン（2023年12月） - ジョン 役
- ブロードウェイミュージカル「カム フロム アウェイ」（2024年3月 - 5月） - ケビンJ 役 他[6]
- ラブ・ネバー・ダイ（2025年1月 - 2月） - ラウル・シャニュイ子爵 役[7]
- エリザベート（2025年10月 - 2026年1月） - フランツ・ヨーゼフ 役[8]

### 音楽劇・朗読劇
- ピアフ（2011年10月） - イブ・モンタン 役
- 私の頭の中の消しゴム 6th letter（2014年5月 - 6月） - 浩介 役
- ルードウィヒ・B ～HEART SONG（運命の扉は開かれた）～（2024年5月） - ルードウィヒ・B・ベートーヴェン 役[9]
- ベートーヴェン～魂の交響曲～（2025年4月 - 5月・7月〈予定〉） - ルードウィヒ・ヴァン・ベートーヴェン 役[10][11][12]

### 舞台
- こまつ座「きらめく星座」（2014年10月） - 小笠原正一 役（頚椎棘突起の骨折により途中降板、代役は峰崎亮介[13]）
- こまつ座「きらめく星座」（2017年11月） - 小笠原正一 役
- Op.110 ベートーヴェン「不滅の恋人」への手紙（2020年11月 - 12月）- フェルディナンド・リース役
- ラビット・ホール（2022年2月 - 3月）
- イノック・アーデン（2025年3月）[14]
- キャプテン・アメイジング（2025年7月 - 8月）[15]

### オペラ（子役）
- マクベス（1997年 藤原歌劇団公演） - フリーアンス王子 役（子役初舞台）
- カルメン（1997年 藤原歌劇団公演） - 子役

### オペラ
- 欲望という名の電車 日本初演（2003年 東京室内歌劇場公演） - ヤングコレクター 役（オペラデビュー）
- かぐや姫～平安音楽絵巻～（2006年 オペラ彩公演） - 石作皇子 役
- 欲望という名の電車 再演（2006年 東京室内歌劇場公演） - ヤングコレクター 役
- 僕は夢を見た、こんな満開の桜の樹の下で（2006年 青いサカナ団公演） - 若い男 役
- トゥーランドット（2007年 オペラ彩公演） - パン 役
- 華狐 再演（2008年 フェスタ“演、鑑、語”事業実行委員会主催） - 漁師の勇 役
- ドン・ジョヴァンニ（2009年） - ドン・オッターヴィオ 役
- 椿姫（2011年1月 サントリーホール） - アルフレード　役
- 蝶々夫人（2014年1月 サントリーホール） - ピンカートン 役
- カルメン（2016年1月 サントリーホール） - ドン・ホセ 役
- フィガロの結婚（2018年1月 サントリーホール） - ケルビーノ 役

### オペレッタ
- 2人の心はワルツを奏で（2001年 オペレッタ協会公演） - フレッシュマン 役（オペレッタデビュー）
- 白馬亭にて（2003年 オペレッタ協会公演） - ピッコロ 役
- ヴェニスの一夜（2004年 オペレッタ協会公演） - エンリコ 役
- 春のパレード（2004年 オペレッタ協会公演） - フリッツ 役
- ラ・ヴィー・パリジェンヌ（2005年 オペレッタ協会公演） - ポンパ・ディ・マタドール 役
- シューベルトの青春（2005・2006・2007・2008年 オペレッタ協会公演・文化庁公演） - フェルディナンド・ビンダー 役
- ラ・ヴィー・パリジェンヌ（再演）（2006年 オペレッタ協会公演） - ポンパ・ディ・マタドール 役
- 魅惑のウィンナオペレッタ（2006年 オペレッタ協会公演）
- 福井ルネサンス（2006年 オペレッタ協会公演） - 今川節 役
- ルクセンブルク伯爵（2007年 オペレッタ協会公演） - ルクセンブルク伯爵 役（アンダー）
- 喜歌劇の祭典（2007年 オペレッタ協会公演） - ジュパン男爵 役
- こうもり（2008年 荒川区民オペラ公演） - アルフレート 役
- こうもり（2012年4月30日 帝国ホテル東京） - ゲスト歌手 役

### コンサート
- ル・トリアノン田代万里生プレミアムクリスマスコンサート（2005年12月 高輪プリンスホテル）
- イル・レオーネ田代万里生クリスマススペシャルライブ（2005年12月 高輪プリンスホテル）
- 田代誠&田代万里生2代テノールバレンタインコンサート（2005年2月 MARCO企画）
- ル・トリアノン 田代万里生プレミアムスプリングソロコンサート（2006年 高輪プリンスホテル）
- オペラ・ミュージカル ガラコンサート（2008年11月 プロジェクトHICKEY5周年記念）
- 田代万里生 ニューイヤーチャペルコンサート2009（2009年1月 高輪プリンスホテル）
- 田代誠&田代万里生2代テノールジョイントコンサート（2009年4月 コンサートプランニング公演）
- Musical Box ミュージカル「ウーマン・イン・ホワイト」スペシャルプレコンサート（2009年7月 ホリプロ企画制作）
- 田代万里生'Fine!'Concert 2009（2009年9月 - 10月 サンケイリビング新聞社 企画・主催）
- 田代万里生 Christmas Live「MARIO IN WHITE」（2009年12月）
- 田代万里生 1stディナーショー『Fine!concert 2010～X'mas special』（2010年12月）
- 田代誠&田代万里生 2代テノールジョイントコンサート2011（2011年1月）
- 田代万里生 Fine!Concert 2011（2011年7月 サンケイリビング新聞社 企画・主催）
- リリア音楽ホールで聴く 田代万里生のクリスマス（2011年12月 川口総合文化センター 主催）
- クラシック ガラディナー　田代万里生 × 室内管弦楽団 プレミアムコンサート（2012年8月 パレスホテル東京 主催）
- 田代誠&田代万里生2代テノールジョイントコンサート（2012年8月 サイオー 主催）
- クラシカルクロスオーバー・コンサート「Primo！」with 東京室内管弦楽団（2018年5月12日 ホリプロ 主催）
- 田代万里生 10thアニバーサリー・コンサート Simpatia（2020年1月20日 東京オペラシティ コンサートホール）
- 田代万里生 10thアニバーサリー・アコースティック・ライブ Simpatia（2020年2月1日 名古屋ブルーノート）
- 田代万里生 アコースティック・ライブ Simpatia Autumn 2020（2020年9月8・9日 Billboard Live OSAKA）
- 田代万里生 アコースティック・ライブ Simpatia Autumn 2020（2020年9月11・12日 Billboard Live YOKOHAMA）
- MARIO TASHIRO “Blue Note Tokyo 1st Live”（2021年10月17日 Blue Note Tokyo）
- Brilliant Show Theater 田代万里生コンサート（2021年10月24日 愛知県・幸田町民会館さくらホール）
- ガラ・コンサート「LIFE IS BEAUTIFUL」～平和の尊さを 未来へ～（2025年4月26日、新国立劇場 オペラ劇場）[16]

#### 成人の日コンサート
『成人の日コンサート』とは、みずほフィナンシャルグループが『若手アーティストの支援』と『次世代を担う青少年層へのクラシック音楽の普及』を目的として、若手アーティストを起用するとともに、新成人75組150名を招待し、1990年から毎年成人の日に開催しているイベントの事をいう。
- 第22回成人の日コンサート2011 ヴェルディ歌劇『椿姫』への招待～青年貴族アルフレードの恋（2011年1月） - アルフレード 役
- 第24回成人の日コンサート2013 マダム・ジリィは語る 19世紀のパリへ「迷宮のオペラ座」～〈ガストン・ルルー小説『オペラ座の怪人』より〉（2013年1月） - ファントム 役
- 第25回成人の日コンサート2014 公爵ヤマドリの回想　音楽物語「蝶々夫人」〈プッチーニ 歌劇『蝶々夫人』より〉（2014年1月） - ピンカートン 役
- 第27回成人の日コンサート2016 『カルメン・ストーリー』～メリメは語る〈メリメ原作／ビゼー作曲 オペラ『カルメン』から〉（2016年1月） - ホセ 役
- 第28回成人の日コンサート2017 青年マゼットの回想『ドン・ジョヴァンニ』への招待 〈オペラ『ドン・ジョヴァンニ』から〉（2017年1月） - マゼット 役 - *平方元基の代役（語りとして出演）
- 第29回成人の日コンサート2018 『フィガロの結婚式への招待』〈モーツァルト オペラ『フィガロの結婚』から）（2018年1月） - ケルビーノ 役
- 第31回成人の日コンサート2020 「男たちの第九」第四楽章（2020年１月）

#### ×2コンサート
2人のアーティストが、別の視点、別の立場で、同じ作曲家に迫るコンサートシリーズ。語りとノンマイクによる歌唱で出演。
- ショパン×2（2015年2月27日 東京・イイノホール）　ピアノ：米津真浩（～2016年2月18日）
- ショパン×2（2015年2月28日 千葉・船橋市 宮本公民館）
- ショパン×2（2016年2月10日 名古屋・HITOMO HALL）
- ショパン×2（2016年2月12日 大阪・ザ・フェニックスホール）
- モーツァルト×2（2016年2月18日 東京・東京文化会館小ホール）
- モーツァルト×2（2017年9月1日・2日 長野・八ヶ岳高原音楽堂） ピアノ：中山博之
- シューベルト×2（2018年6月30日 長野・八ヶ岳高原音楽堂） ピアノ：佐藤彦大
- ショパン×2（2018年7月1日 長野・八ヶ岳高原音楽堂）
- シューベルト×2（2018年7月6日 東京・浜離宮朝日ホール）

#### リリア音楽ホールで聴く日本の歌
副題を「～人気・実力を兼ね備えた若手３人の歌手による～」とした、テノール1名(田代万里生)とバリトン2名(加耒徹・坂下忠弘)によるクラシックコンサート。
- Vol.1 夏の夜はまだ宵ながら明けぬるを（2015年8月18日）
- Vol.2 宵のまに ほのかに人を 三日月の（2016年11月4日）
- Vol.3 夏の夜はまだ宵ながら明けぬるを（2017年8月16日）
- Vol.4 よの中に たえて桜の なかりせば 春の心は のどけからまし（2018年4月13日）
- Vol.5 春の陽の母の歌（2019年4月3日）
- Vol.6 月と星の歌（2020年9月6日）
- Vol.7 僕たちの旅（2021年10月23日）

#### その他のコンサート
- ベートヴェン第九（2005年12月 桶川市民音楽協会） - テノール独唱
- モーツァルト生誕250周年記念ガラコンサート（2006年12月 オペラフィオーレ公演）
- ベートヴェン第九（2006年12月 つくばで第九2006実行委員会） - テノール独唱
- テノール、ホルンと弦楽合奏のためのセレナード（2008年1月 ラスカ公演） - テノール独唱
- 煌めく歌声『ドン・ジョバンニ』1部（2009年5月 浜離宮朝日ホール公演） - テノール独唱
- 春野寿美礼 元気プロジェクト2009「ANGEL OF MUSIC」（2009年6月 ホテルグランパシフィック LE DAIBA）
- セ・パ誕生60周年記念 SAMURAI JAPAN U-26 vs 大学日本代表in 東京ドーム 国歌独唱（2009年11月 東京ドーム）
- 鹿賀丈史・市村正親 それぞれのコンサート（2010年3月 東京国際フォーラム ホールC/大阪シアタードラマシティ）
- Frank & Friends ／ Mitsuko (コンサート形式)（2010年3月 オーチャードホール/梅田芸術劇場）
- 読売日響グランドコンサート featuring スーザン・ボイル（2010年4月 日本武道館）
- 春野寿美礼コンサート20th Anniversary Live（2010年5月 ホテルグランパシフィックLE DAIBA「パレロワイヤル）
- 塩田明弘のミュージカルサロン（2010年7月 東京會舘9Fローズルーム）
- としま未来コンサート／フレッシュ名曲コンサート「飯森範親指揮 東京交響楽団演奏会」（2010年7月 東京芸術劇場大ホール）
- ミュージカル ミーツ シンフォニー（2012年1月 オーチャードホール）
- ～バレンタイン・スペシャル～ わが心の映画音楽コンサート 2012（2012年2月 オーチャードホール）
- ブロードウェイミュージカルライブ2012（2012年5月11日 - 13日 新国立劇場中劇場）
- 桑山哲也×佐々木秀美　スペシャルLIVE（2012年8月9日 STB139）
- ミュージカル・ミーツ・シンフォニー2013（2013年2月 サントリーホール大ホール）
- ミュージカル・ミーツ・シンフォニー2014（2014年5月 東京国際フォーラム ホールA）
- みんなでつくる復興コンサート2015（2015年3月29日 東京エレクトロンホール宮城）
- KOHKI OKADA presents I Love Musical（2016年2月6日 - 7日）
- YOSHIO INOUE by MYSELF SPECIAL LIVE（2018年10月27日 国際フォーラムホールA）
- 岩谷時子メモリアルコンサートForever Vol.3（2018年11月7日 中野サンプラザホール）
- はいだしょうこコンサート2019～春風にのせて～（2019年4月13日 HAKUJU HALL）
- 彩吹真央 25th Anniversary Live「Le Printemps -春-」MAO AYABUKI（2019年4月21日 コットンクラブ）
- Brand New Musical Concert 2019（2019年8月11日 東京オペラシティ コンサートホール）
- 井上芳雄 by MYSELF リスナー感謝祭（2019年11月6日 LINE CUBE SHIBUYA（渋谷公会堂））
- 「I Love Musical」Year-end Version（2019年12月28日・29日 ヤマハホール）
- 『THE MUSICAL CONCERT at IMPERIAL THEATRE』Program A・B・C（2020年8月 帝国劇場）
- THE MUSICAL BOX ～Welcome to my home～（2020年8月29・30日 日生劇場）
- 井上芳雄 by MYSELF スペシャルライブ配信 20th Anniversary Festival ～急遽生配信！ 裏切らない芳雄4時間フェス～（2021年5月8日 東京国際フォーラム・ホールA）
- Precious Moment 中川晃教×田代万里生（2021年7月27日 TBS赤坂ACTシアター）
- 第26回 宮崎国際音楽祭（2021年8月7日 アイザックスターンホール）
- ミュージカルコンサート in Yokkaichi（2021年10月26日 四日市市民文化会館・第1ホール）
- 中川晃教 Musical Week Day.1（2021年10月13日 八ヶ岳高原音楽堂）
- Brand New Musical Concert（2021年11月6日 東京オペラシティ コンサートホール）
- CONCERT「THE BEST New HISTORY COMING」（2025年2月27日・28日 帝国劇場）[17][18]
- Brand New Musical Concert 2025 TOKYO!（2025年6月7日・8日、東京オペラシティ コンサートホール）[19]

#### ESCOLTAコンサート
- 1st コンサート『Singing Drama Vol.0』

[1] 2007年7月2日（月）STB139

- 2nd コンサート『Singing Drama Vol.1』

[2] 2007年9月5日（水）STB139

- 1st Tour 『Singing Drama 2008』

[3] 2008年2月9日(土) 東京・紀尾井ホール

[4] 2008年2月29日(金) 大阪・ザ・フェニックスホール

[5] 2008年3月1日(土) 名古屋・今池ガスホール

[6] 2008年3月5日（水）グローリア・チャペル キリスト品川教会

[7] 2008年3月6日（木）グローリア・チャペル キリスト品川教会

- 2nd Tour 『Singing Drama 2008 Autumn』

[8] 2008年9月23日(火・祝) 彩の国さいたま芸術劇場・大ホール

[9] 2008年9月26日(金) 東京・新国立劇場 中劇場

[10] 2008年9月27日(土) 東京・新国立劇場 中劇場

[11] 2008年9月29日(月) 名古屋・アートピアホール

[12] 2008年10月1日(水) 三重県総合文化センター

[13] 2008年10月11日(土) 大阪芸術ホール

[14] 2008年10月14日(火) 東京国際フォーラム・ホールC

- 『Singing Drama 2009 ～Spring Special～』

[15] 2009年5月21日(木) グローリア・チャペル キリスト品川教会

[16・17] 2009年5月22日(金)昼・夜 グローリア・チャペル キリスト品川教会

- 『Singing Drama ～信じる者たちへの歌』

[18・19] 2009年8月3日(月)昼・夜 赤坂アクトシアター

- 『Singing Drama 2009 NOEL ～夢の季節～』

[20] 2009年11月28日(土) 東京・新国立劇場 中劇場

[21] 2009年11月29日(日) 東京・新国立劇場 中劇場

- 『Singing Drama 2009 CAROL～Christmas Concert～』

[22] 2009年12月21日(月) 横浜ランドマークホール（ランドマークプラザ5F）

- 『Singing Drama 2010 「Acustico!」』

[23] 2010年6月2日(水)夜　グローリア・チャペル キリスト品川教会「Acustico!～UNO～」

[24] 2010年6月3日(木)昼　グローリア・チャペル キリスト品川教会「Acustico!～DOS～」

[25] 2010年6月3日(木)夜　グローリア・チャペル キリスト品川教会「Acustico!～TRES～」

[26] 2010年6月4日(金)昼　グローリア・チャペル キリスト品川教会「Acustico!～CUATRO～」

[27] 2010年6月4日(金)夜　グローリア・チャペル キリスト品川教会「Acustico!～FINAL～」

- 『Singing Drama 2011「GLORIA SIRENA」』

[28] 2011年2月4日（金） 東京国際フォーラム・ホールC

- 『Singing Drama 2011 ～未来への扉～』

[29・30] 2011年8月21日(日)昼・夜 東京・恵比寿ザ・ガーデンホール

- 『Singing Drama 2012 ～infinity～』

[31] 2012年2月10日(金) 東京国際フォーラム・ホールC

- 『Singing Drama 2012 ～愛のうた～』

[32] 2012年9月16日(日) 東京国際フォーラム・ホールC

- 『Singing Drama 2013 ～Symphony～』

[33] 2013年2月24日(日) 東京・オーチャードホール

- 『Singing Drama 2013 ～ひとつの空～』

[34] 2013年8月23日(金) 東京・シアターコクーン

[35] 2013年8月24日(土) 東京・シアターコクーン

[36] 2013年8月25日(日) 東京・シアターコクーン

- 『Singing Drama ～Symphony～2014』

[37] 2013年2月24日(日) 東京・オーチャードホール

- 『Singing Drama 2014 ～Rainbow～』

[38] 2014年7月10日(金) 東京・グローブ座

[39・40] 2014年7月11日(土)昼・夜 東京・グローブ座

[41] 2014年7月12日(土) 東京・グローブ座

- 『Singing Drama 2015』

[42] 2015年1月30日(金) 東京・天王洲 銀河劇場

[43] 2015年1月31日(土) 東京・天王洲 銀河劇場

[44] 2015年2月1日(日) 東京・天王洲 銀河劇場

#### その他のコンサート
- 2007年5月27日 神奈川フィル・ポップスオーケストラ「GREATEST HITS vol.3」（神奈川県民ホール）
- 2008年4月18日 川井郁子ハートストリングスコンサート（青山劇場）
- 2008年5月31日 - 6月1日 小椋佳トリビュートコンサート（東京国際フォーラム ホールA）
- 2008年10月4日 TOKYOミュージックマラソン音楽祭2008（東京国際フォーラム・ホールC）
- 2009年6月5日 Friendship Concert（茨城 龍ヶ崎市文化会館）
- 2009年10月13日 - 15日 秋の屋久島クルーズ にっぽん丸ESCOLTA洋上コンサート（神戸発着 にっぽん丸船内）
- 2009年11月20日 TEMPEIコンサートツアー2009（神奈川県民ホール 小ホール）
- 2010年5月2日 春野寿美礼コンサート20th Anniversary Live（ホテルグランパシフィックLE DAIBA「パレロワイヤル」）
- 2012年2月16日 ESCOLTA at Billboard Live OSAKA（Billboard Live OSAKA）
- 2012年4月2日・6日 第88回 日本選手権水泳競技大会 兼 第30回ロンドンオリンピック競技大会代表選手選考会（東京辰巳国際水泳場） *国歌歌唱
- 2012年4月17日 - 20日 春の屋久島・甑島クルーズ にっぽん丸ESCOLTA洋上コンサート（博多発着 にっぽん丸船内）
- 2012年9月2日 ちんじゅの森コンサート2012（明治神宮内 森の中の特設ステージ）
- 2012年9月21日 ESCOLTA PREMIUM DINNER SHOW at HOTEL HANKYU INTERNATIONAL（ホテル阪急インターナショナル）
- 2012年9月27日 ESCOLTA at Blue Note NAGOYA（名古屋ブルーノート）
- 2013年1月27日 それはおしゃれなコンサート2013（調布市グリーンホール　大ホール）
- 2013年2月28日 ESCOLTA at Billboard Live OSAKA Vol.2（Billboard Live OSAKA）
- 2013年3月16日 毎日希望奨学金チャリティー in 伊勢 トーク＆コンサート 「星はうたう」（伊勢市観光文化会館大ホール）
- 2015年2月12日 ESCOLTA バレンタイン コンサート　～大切なひとへ贈るうた～（小金井市民交流センター大ホール）